# Hoffmannia tubiflora
Hoffmannia tubiflora är en måreväxtart som beskrevs av August Heinrich Rudolf Grisebach. Hoffmannia tubiflora ingår i släktet Hoffmannia och familjen måreväxter. Inga underarter finns listade i Catalogue of Life.